# Nadrożno
Nadrożno – osada w Polsce położona w województwie wielkopolskim, w powiecie poznańskim, w gminie Pobiedziska. Należy do sołectwa Złotniczki.
Istniał tu młyn królewski Nadrożny, należący do starostwa pobiedziskiego, pod koniec XVI wieku leżał w powiecie gnieźnieńskim województwa kaliskiego. W latach 1975–1998 miejscowość administracyjnie należała do województwa poznańskiego.